# فواد ممدوف
فؤاد ممدوف (ترکی آذربایجانی: Fuad Məmmədov Teyyub oğlu؛ زادهٔ ۲۸ october ۱۹۴۶ (۷۸ سال)) سیاستمدار و استاد دانشگاه اهل جمهوری آذربایجان است.